# 오이군

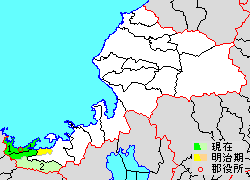
오이 군의 위치

오이군(일본어: 大飯郡, おおいぐん)은 일본 후쿠이현 서쪽 끝에 위치한 군이다.
인구 16,995명, 면적 284.59km², 인구밀도 59.7명/km².(2025년 3월 1일, 추계인구)
이하 2정으로 구성된다.
- 다카하마정(高浜町)
- 오이정(おおい町)

## 군역
1878년 행정 구역으로 발족 당시의 군역은 아래의 구역에 해당한다.
- 다카하마정 전역
- 오이정의 일부
- 오바마시의 일부

## 역사
825년 7월 10일, 와카사국 오뉴군에서 분리해서 오이군이 탄생하였다.

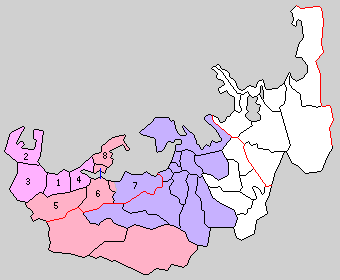
1.다카하마촌 2.우치우라촌 3.아오노고촌 4.와다촌 5.사부리촌 6.혼고촌 7.가토촌 8.오시마촌 (보라:오바마시 분홍:다카하마정 빨강:오이정)

- 1889년 4월 1일 - 정촌제 시행으로, 아래의 정촌이 발족.(8촌)
  - 다카하마촌(高浜村): 현 다카하마정
  - 우치우라촌(内浦村): 현 다카하마정
  - 아오노고촌(青郷村): 현 다카하마정
  - 와다촌(和田村): 현 다카하마정
  - 사부리촌(佐分利村): 현 오이정
  - 혼고촌(本郷村): 현 오이정
  - 가토촌(加斗村): 현 오이정, 오바마시
  - 오시마촌(大島村): 현 오이정
- 1912년 4월 1일 - 다카하마촌이 정제 시행으로 다카하마정(高浜町)となる.(1정 7촌)
- 1955년
  - 1월 10일 - 가토촌의 일부가 혼고촌에 편입.
  - 1월 15일 - 사부리촌·혼고촌·오시마촌이 합병하여, 오이정(大飯町)이 발족.(2정 4촌)
  - 2월 11일 - 다카하마정·아오노고촌·와다촌·우치우라촌이 합병하여, 새로이 다카하마정이 발족.(2정 1촌)
  - 2월 21일 - 가토촌이 오바마시에 편입.(2정)
- 2006년 3월 3일 - 오이정(大飯町)이 오뉴군 나타쇼촌과 합병하여 오이정(おおい町)이 발족.(2정)